# Pennwalt Corporation
Die Pennwalt Corporation war ein US-amerikanisches Chemiekonzern aus Philadelphia.

## Geschichte

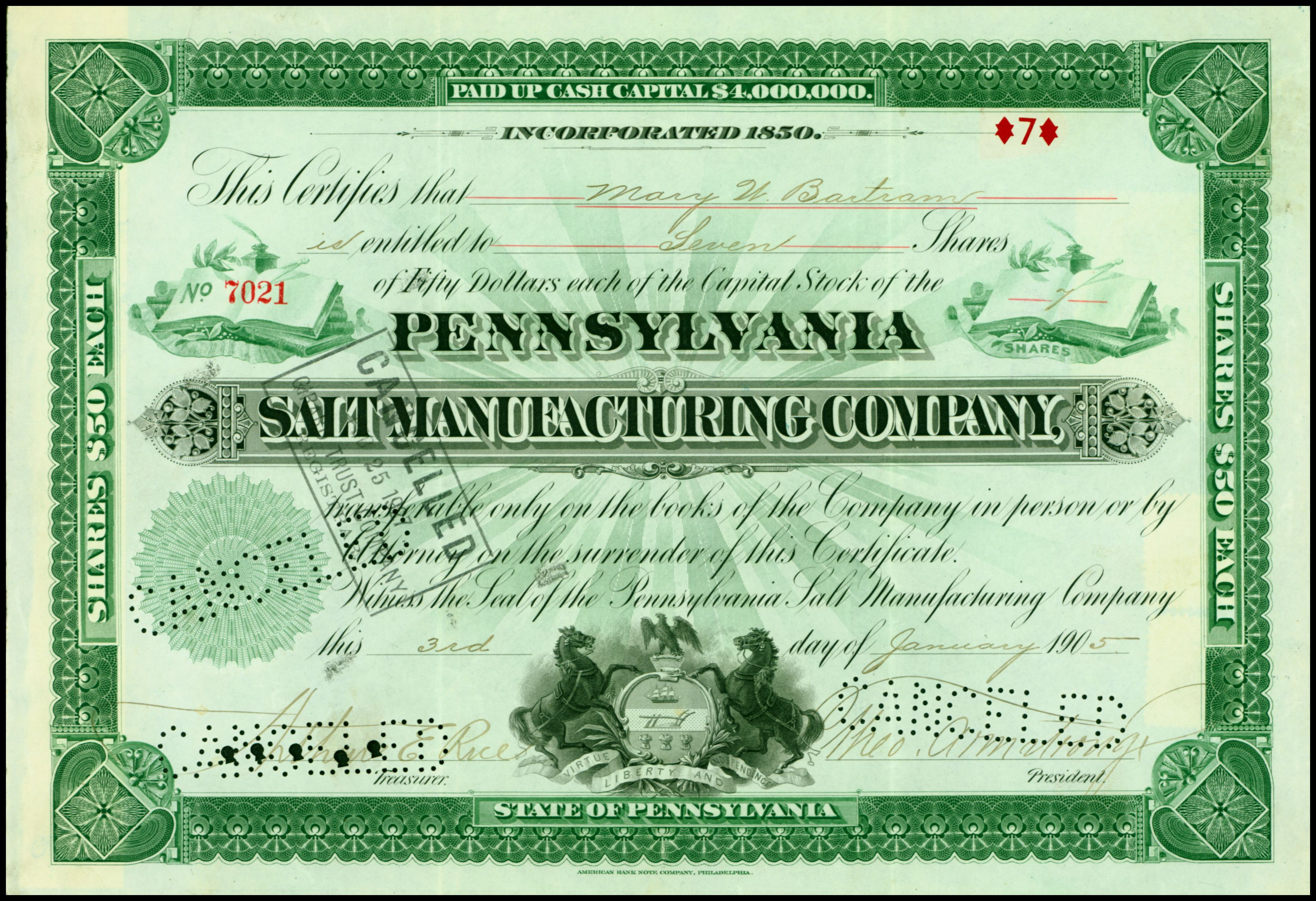
Aktie der Pennsylvania Salt Manufacturing Company von 1905

Pennwalt wurde 1850 als Pennsylvania Salt Manufacturing Company gegründet. Das erste erfolgreiche Produkt war jedoch Natronlauge. Ab 1865 vermarktete Pennsylvania Salt exklusiv grönländisches Kryolith in den USA, welches damals als Aufheller für Glas und Keramik verwendet wurde. Unter der Führung von Leonard T. Beale (1928–1949) diversifizierte das Unternehmen. Da das Unternehmen den Anschluss an die großen Chemiekonzerne verloren hatte, konzentrierte es sich unter William P. Drake (1955–1978) auf begrenzte Märkte. 1955 wurde die Produktion von Mercaptanen, 1956 die von FCKWs (Markenname Forane) und 1958 die von Ammoniumperchlorat für Feststoffraketen aufgenommen. 1960 wurde mit Química Pennwalt eine Chlor-Alkali-Elektrolyse in Mexiko gegründet. 1961 brachte das Unternehmen den Piezo-Kunststoff Polyvinylidenfluorid (Kynar) auf den Markt. Der letzte Vorstand Edwin Tuttle (1978–1990) versuchte in den 1980ern im Pharmageschäft Fuß zu fassen. 1988 wurde dieses jedoch an Fisons verkauft.
1990 übernahm Elf Aquitaine Pennwalt. Nach der Fusion von Elf und Total im Jahr 1999 wurden die Chemieaktivitäten als Atofina ausgelagert und 2004 als Arkema abgespalten.

## Tochterunternehmen (Auswahl)
- Sharples (1962 gekauft und 1989 an Alfa Laval verkauft, Zentrifugen)[5]
- Ozark-Mahoning Company (1974 gekauft, Flussspat)[6]
- Wyandotte Southern Railroad